# Alfarb
Pour les articles homonymes, voir Alfarb.
Alfarb, est une commune de la province de Valence, dans la Communauté valencienne, en Espagne. Elle est située dans la comarque de la Ribera Alta et dans la zone à prédominance linguistique valencienne. Sa population s'élevait à 1 600 habitants en 2023.

## Géographie

Localisation d'Alfarb
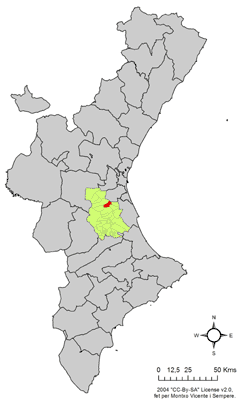
dans la Communauté valencienne.
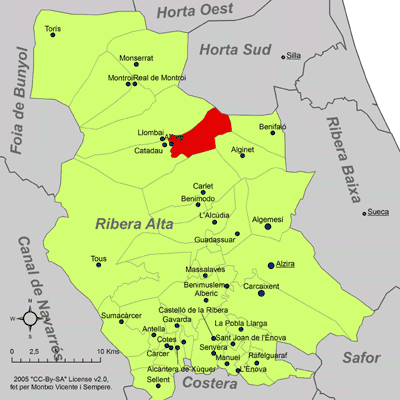
dans la comarque de la Ribera Alta.

### Localités limitrophes
Le territoire municipal d'Alfarb est voisin de celui des communes suivantes :
Llombai, Picassent, Alginet, Benifaió, Catadau et Carlet, toutes situées dans la province de Valence.

## Démographie
| 1990  | 1992  | 1994  | 1996  | 1998  | 2000  | 2002  | 2004  | 2005  | 2007  |
| ----- | ----- | ----- | ----- | ----- | ----- | ----- | ----- | ----- | ----- |
| 1 321 | 1 346 | 1 363 | 1 336 | 1 303 | 1 334 | 1 344 | 1 369 | 1 369 | 1 423 |

### Sources
- (es) Cet article est partiellement ou en totalité issu de l’article de Wikipédia en espagnol intitulé « Alfarb » (voir la liste des auteurs).